# Röstigraben

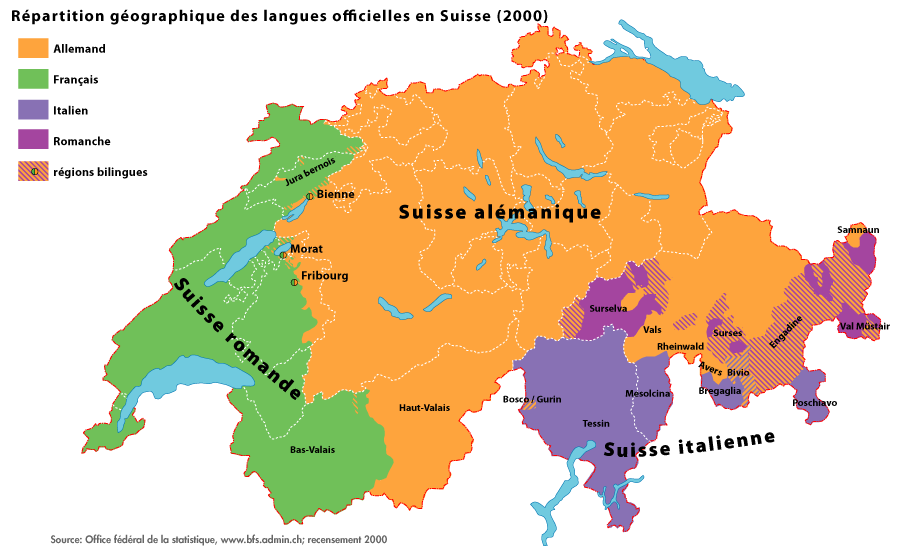
Divisões culturais, germãnicos contra latinos

Röstigraben para "a barreira do röstis" (a barreira, a fronteira, o fosso) é uma expressão que designa a diferença de mentalidade e consequente clivagem política entre a Suíça romanda francófona e a Suíça alemã germanófona.
A expressão tem como origem o Rösti, um prato muito apreciado na Suíça alemã.

## Origens
A expressão aparece durante a Primeira Guerra Mundial quando a opinião suíça se divide entre os simpatizantes da França ou da Alemanha, mas é nos fins dos anos 1970 que a expressão se torna popular, com um artigo polémico aparecido na revista Sprachspiegel que justamente denunciava essa fronteira.
Periodicamente o termo ressurge, principalmente após uma votação federal, onde está em jogo a política social ou a política estrangeira, aí nota-se que a Suíça romanda é menos conservadora que a alemã, porém a tendência inverte-se quando se trata do meio-ambiente ou dos transportes.

## Exemplos
Um caso típico é a rejeição à entrada na EEE a 6 de Dezembro de 1992. Uma vez conhecidos os resultados os analistas da romandia atacam a clivagem cultural entre os dois grupos.
Posteriormente a 4 de Março de 2001 de novo a mesma situação se verifica aquando da votação da entrada para a União Europeia que foi recusada a 77,3 %. e onde a Suíça alemã esteve contra.